# دیودور سیسیلی

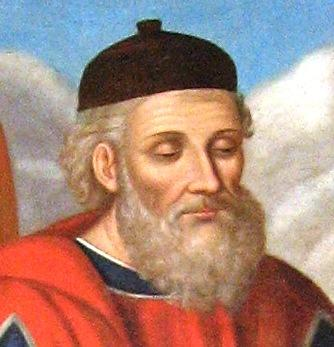
نگاره‌ای از چهرهٔ دیودور سیسیلی، تاریخ‌نگار یونانی

دیودوروس سیکولوس یا دیودور سیسیلی (به یونانی: Διόδωρος Σικελιώτης) (Diodorus Siculus,Diodorus of Sicily) تاریخ‌نگار هم‌دوره ژولیوس سزار (۴۰–۱۰۰ پ. م) و آگوستوس (۶۳ پ م – ۱۴م) و نویسنده کتابخانه تاریخی است. او کتابی در ۴۰ جلد، به نام تاریخ جهان نوشت که امروز حدود ده جلد از آن‌ها به دست ما رسیده‌است.
دیودور در شهر اژیریون (Agyrion) چشم به جهان گشود. شهر اژیریون در سرزمین سیکول (Sicule) در سیسیل و در غرب کوه اتنا واقع است. تنها اشاره ای که در تاریخ به این شهر شده، زاده شدن دیودور در این شهر است. تاریخ دقیق مرگ و تولد دیودور معلوم نیست. وی احتمالاً در سال ۹۰ پیش از میلاد به دنیا آمده‌است. این زمان تقریبی از تاریخ سفر مطالعاتیش به مصر (۵۷–۵۶ پ. م) استنتاج می‌شود. دربارهٔ تاریخ وفات او نیز باید به حدس و گمان توسل جست.
آخرین رویداد تاریخی که دیودور به آن اشاره کرده‌است، ایجاد مهاجرنشین رومی در تورومنیون (تائورمین) توسط اکتاویوس است که احتمالاً به سال ۳۶ پ.م. بازمی‌گردد؛ بنابراین می‌توان گفت که او تا سال ۳۰ پ.م. در قید حیات بوده‌است؛ زیرا در آنچه از اثرش بازمانده، هیچ اشاره‌ای به پیروزی اکتاویوس بر آنتوان در نبرد اکسیوم و پیامدهای سیاسی این رویداد نشده‌است. آگاهی ما دربارهٔ زندگی دیودور بسیار اندک و محدود است.